# Heilige Dreifaltigkeit (Grasmannsdorf)

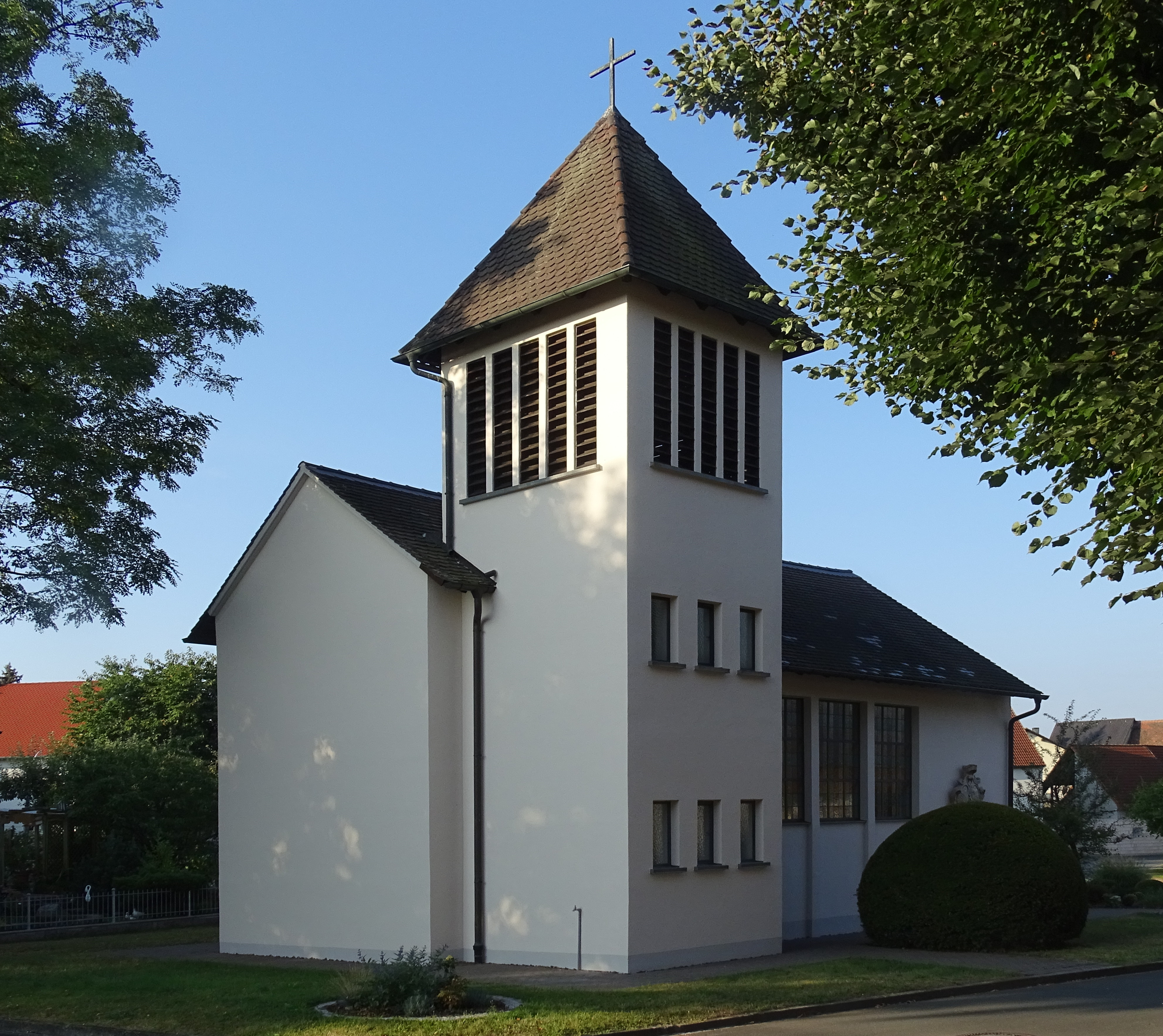
Heilige Dreifaltigkeit (Grasmannsdorf)

Die römisch-katholische Kapelle Heilige Dreifaltigkeit ist eine denkmalgeschützte Kirche in Grasmannsdorf, einem Gemeindeteil des Marktes Burgebrach im Landkreis Bamberg (Oberfranken, Bayern). Die Kapelle gehört zur Pfarrei Burgebrach Seelsorgebereich Steigerwald im Dekanat Bamberg des Erzbistums Bamberg.

## Beschreibung
Die geostete Saalkirche wurde 1966 vom Kirchenbauverein als Ersatz für die ehemalige Schlosskapelle gebaut, die profaniert und verkauft wurde. Der mit einem Pyramidendach bedeckte Kirchturm auf quadratischem Grundriss steht an der Nordseite des Chors, der sich im Osten an das Langhaus anschließt. Beide befinden sich unter einem gemeinsamen Satteldach. Im obersten Geschoss des Turms steht der Glockenstuhl mit zwei 1966 angeschafften Glocken. Aus der profanierten Kapelle wurde der um 1770 von Johann Bernhard Kamm gebaute Altar übertragen.